# Sankt Johann Airport
Sankt Johann Airport (tyska: Flugplatz Sankt Johann) är en flygplats i Österrike.   Den ligger i distriktet Kitzbühel och förbundslandet Tyrolen, i den centrala delen av landet, 300 km väster om huvudstaden Wien. Sankt Johann Airport ligger 670 meter över havet.
Terrängen runt Sankt Johann Airport är kuperad österut, men västerut är den bergig. Sankt Johann Airport ligger nere i en dal. Närmaste större samhälle är Fieberbrunn, 8,6 km sydost om Sankt Johann Airport. 
I omgivningarna runt Sankt Johann Airport växer i huvudsak blandskog. Runt Sankt Johann Airport är det ganska tätbefolkat, med 52 invånare per kvadratkilometer.